# Chambroncourt
Chambroncourt is een gemeente in het Franse departement Haute-Marne (regio Grand Est) en telt 40 inwoners (2009). De plaats maakt deel uit van het arrondissement Chaumont.

## Geografie
De oppervlakte van Chambroncourt bedraagt 10,5 km², de bevolkingsdichtheid is dus 3,8 inwoners per km².
De onderstaande kaart toont de ligging van Chambroncourt met de belangrijkste infrastructuur en aangrenzende gemeenten.

## Demografie
Onderstaande figuur toont het verloop van het inwonertal (bron: INSEE-tellingen).